# René Fendt
René Fendt (* 4. Februar 1948 in Basel; † 17. April 1995 in Saignelégier) war ein Schweizer bildender Künstler und Kunstpädagoge. Sein Werk umfasst Malerei, Zeichnungen, Kalligrafien, Illustrationen, Lithografien, Glasmalerei, Collagen, Theaterdekorationen, Wandmalereien, Druckgrafik, Fotografie, Videos und Kunst am Bau.

## Leben und Werk
René Fendt war ein Sohn des Grafikdesigners, Malers und Zeichners Max Fendt, Künstlername Xam (1908–1984), und der Elsa, geborene Buser (1923–2003). Der Sinologe, Regisseur, Kameramann und Fotograf Montague Fendt ist sein Neffe.

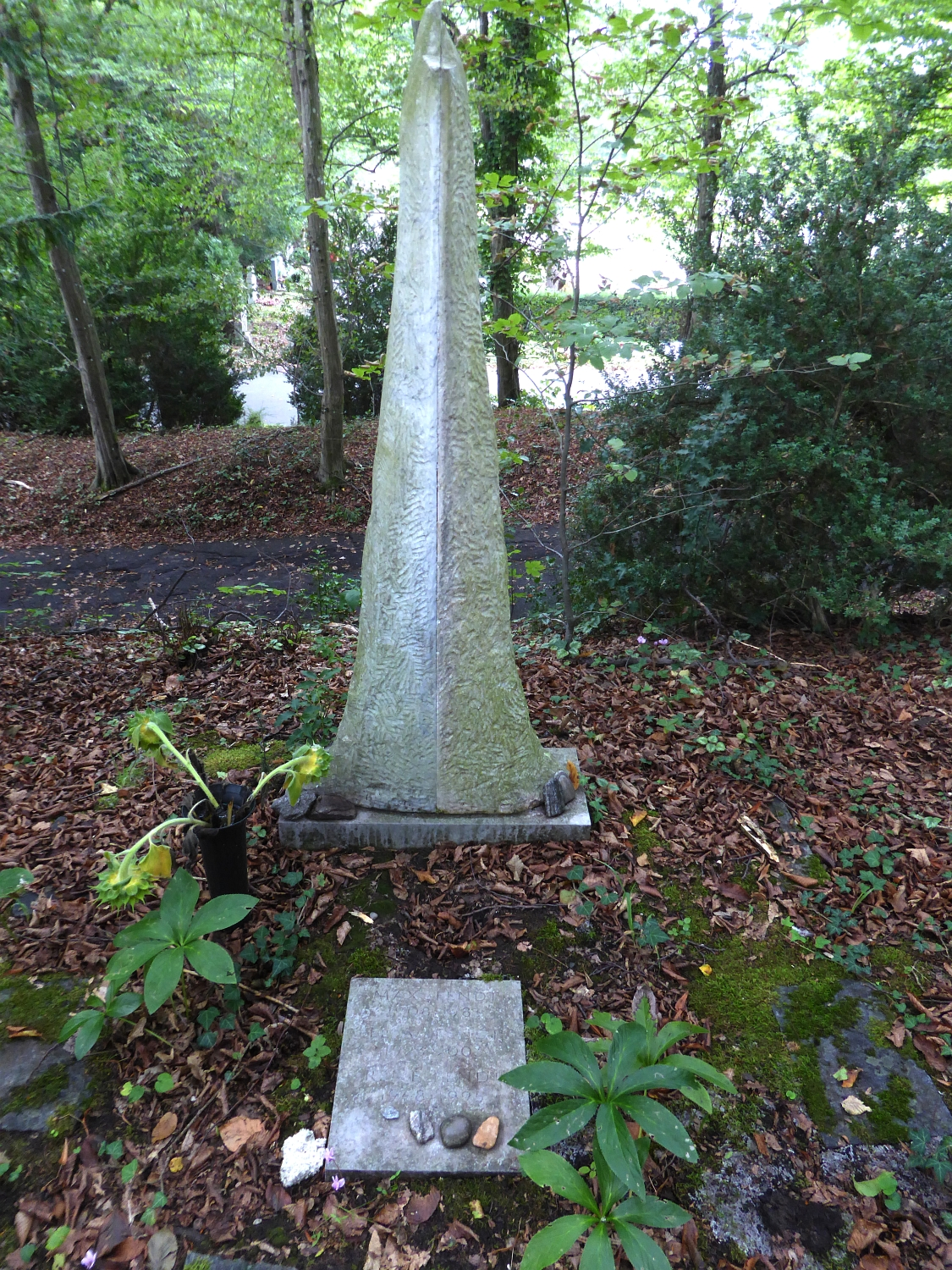
Grab auf dem Friedhof am Hörnli.

Fendt studierte von 1963 bis 1968 an der Universität Basel Kunstgeschichte. 1968 erwarb er an der Allgemeinen Gewerbeschule Basel das Kalligrafie-Diplom und unterrichtete an der Schule bis 1973. Während dieser Zeit bewohnte und betrieb er mit befreundeten Künstlern eine Atelier-Galerie am Lohweg in Basel.
Fendt lernte 1969 seine spätere Frau Germaine, geborene Weber, kennen. Ab 1970 war er als freischaffender Künstler tätig. Von 1974 bis 1980 lebte er in Kent, wo er erste Radierungen auf Plastikfolien schuf. Seine Werke stellte er in mehreren Ausstellungen in London und im Süden von England aus. Zudem arbeitete er zwischen 1974 und 1984 für das Larvenatelier Tschudin.
1975 erhielt Fendt den ersten Preis der South-East Arts Association in Brighton und 1977 ein Eidgenössisches Kunststipendium. 1980 zog er nach Pré-Petitjean. Von 1982 bis 1983 unterrichtete nochmals an der Allgemeinen Gewerbeschule Basel. Anschliessende Reisen führten ihn in die Vereinigten Staaten und nach Fuerteventura.
1985 bekam Fendt von der Basler Galerie Carzaniga + Ueker den Auftrag für eine Lithografie. In der Folge kam es zur ersten Zusammenarbeit mit dem in Séprais lebenden Offsetdrucker und Lithograf Nik Hausmann (* 1940). Künstler wie u. a. Antoni Tàpies, Serge Poliakoff, A. R. Penck, Martin Disler und Rolf Iseli arbeiteten in Hausmanns Litho- und Druckatelier.
Fendt zog 1986 nach Les Cerlatez bei Saignelégier. 1988 erhielt er den Prix de la Fondation Joseph et Nicole Lachat. 1990 folgte eine Reise nach Italien. 1994 erhielt er den Preis der Irène Reymond-Stiftung in Lausanne. In der Schweiz stellte er seine Werke in zahlreichen Einzel- und Gruppenausstellungen aus.
René Fendt fand seine letzte Ruhestätte auf dem Friedhof am Hörnli. 2002 richtete seine Frau in Les Certalez den «Espace Fendt» ein.